# USS Mississippi (SSN-782)
Pour les autres navires du même nom, voir USS Mississippi.
L’USS Mississippi (SSN-871), cinquième navire nommé en l'honneur de l'état du Mississippi, est un sous-marin nucléaire d'attaque de classe Virginia de l’US Navy.
Le bâtiment fut construit au chantier naval Electric Boat de Groton, dans une filiale de General Dynamics. Sa quille fut posée le 9 juin 2010. Son baptême a lieu le 3 décembre en présence d'Allison Stiller qui en est la marraine. Le navire fut livré avec douze mois d'avance et 60 millions de dollars de moins qu'initialement prévu.
L’USS Mississippi est en service depuis le 2 juin 2012, date à laquelle a lieu sa cérémonie à Pascagoula dans l'état du Mississippi.

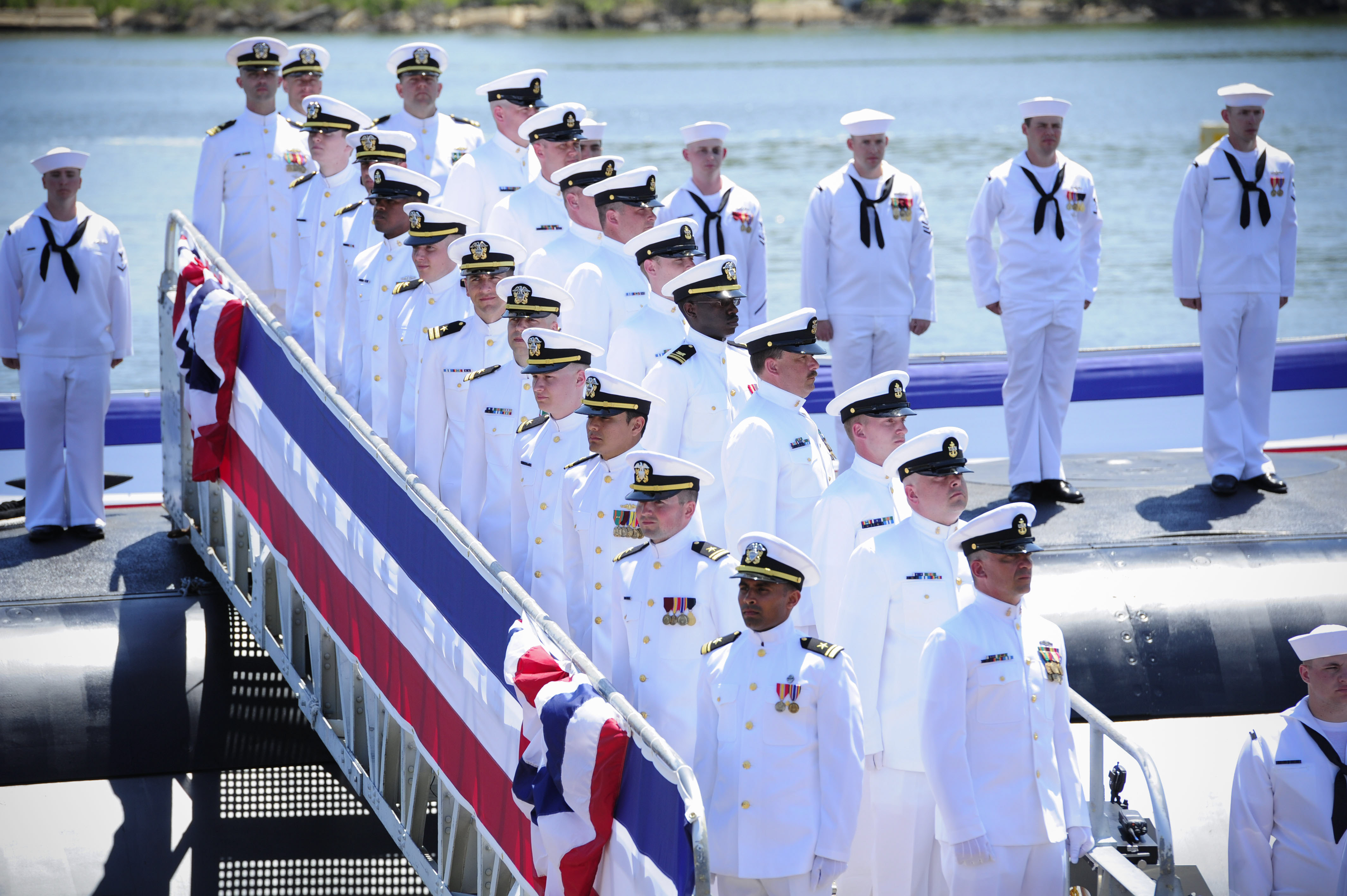
Cérémonie de mise en service du bâtiment
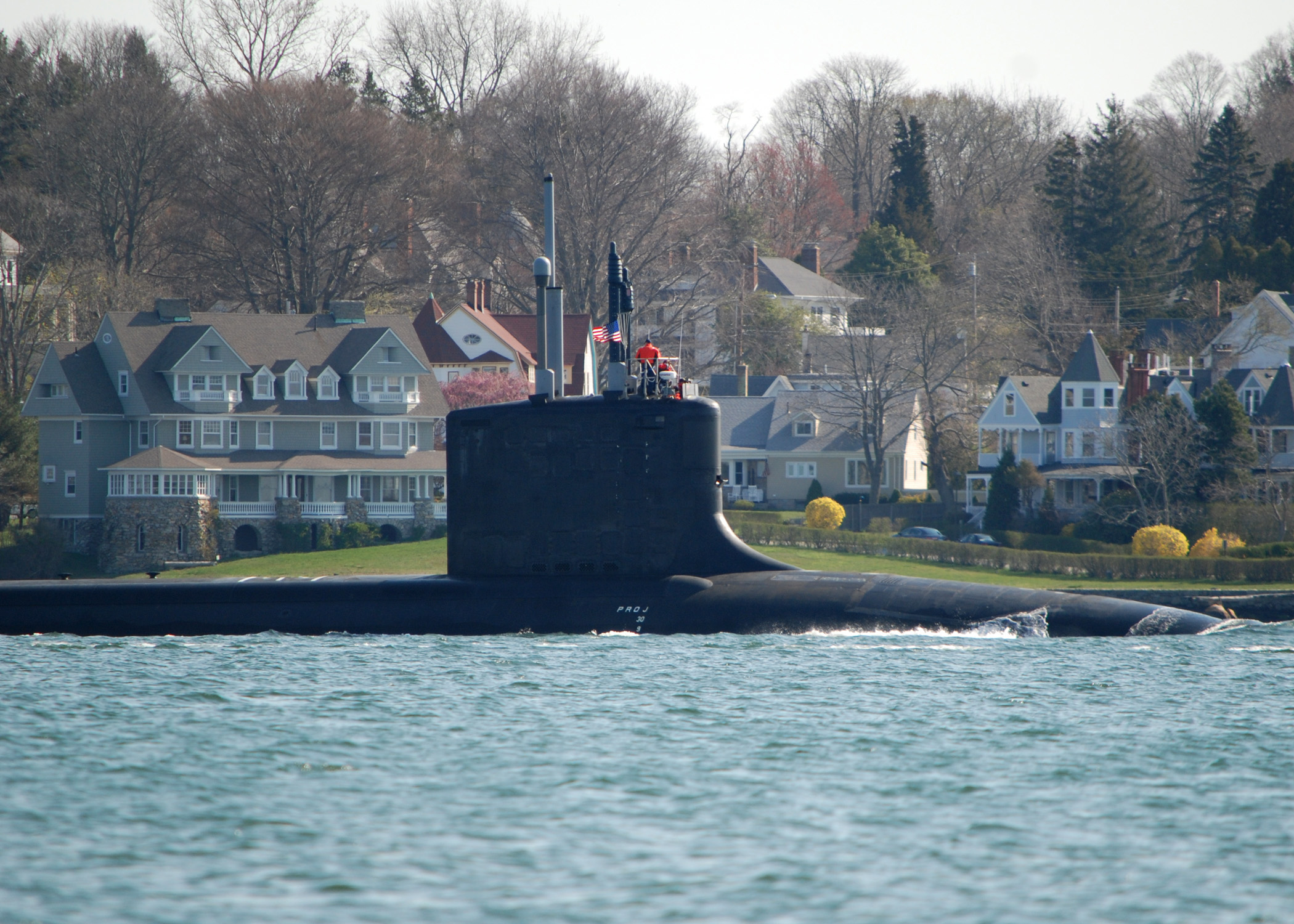
L’USS Mississippi durant ses essais en mer